# 东川佛肚苣苔
东川佛肚苣苔（学名：Oreocharis tongtchouanensis）为苦苣苔科马铃苣苔属下的一个种。